# John Pitcairn

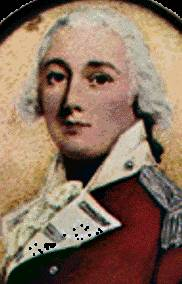
John Pitcairn

John Pitcairn (* 1722 in Dysart, Fife, Schottland; † 17. Juni 1775 in Boston, Province of Massachusetts Bay, damals britische Kolonie, heute USA) war ein britischer Offizier der Royal Marines, der in Boston stationiert war, als der Amerikanische Unabhängigkeitskrieg ausbrach.

## Leben
Pitcairn wurde Ende des Jahres 1722 in der kleinen schottischen Hafenortschaft Dysart geboren. Seine Eltern waren der Pfarrer David Pitcairn und Katherine Pitcairn geborene Hamilton. Er ging zur Marineinfanterie und wurde 1747 zum Lieutenant befördert. Pitcairn diente während des Franzosen- und Indianerkrieges (1754–1763) in Kanada als Captain und wurde 1771 zum Major befördert. 1774 traf er in Boston an der Spitze von 600 Marines ein, um die Besatzung zu unterstützen.
Major Pitcairn wurde von den Einwohnern Bostons als einer der vernünftigeren Offiziere der Besatzungskräfte respektiert. Nichtsdestoweniger war er Befehlshaber der Angreifer, als die Schlacht von Lexington und Concord am 19. April 1775 begann. Trotz einiger Herabsetzungsversuche durch Amerikaner war sein Verhalten an diesem Tag ehrenvoll und tapfer. Sein Pferd wurde unter ihm weggeschossen und er verlor ein Paar zusammengehöriger Pistolen, als der Tross der Marschkolonne aufgegeben wurde. Der amerikanische Anführer Israel Putnam trug sie für den Rest des Krieges.

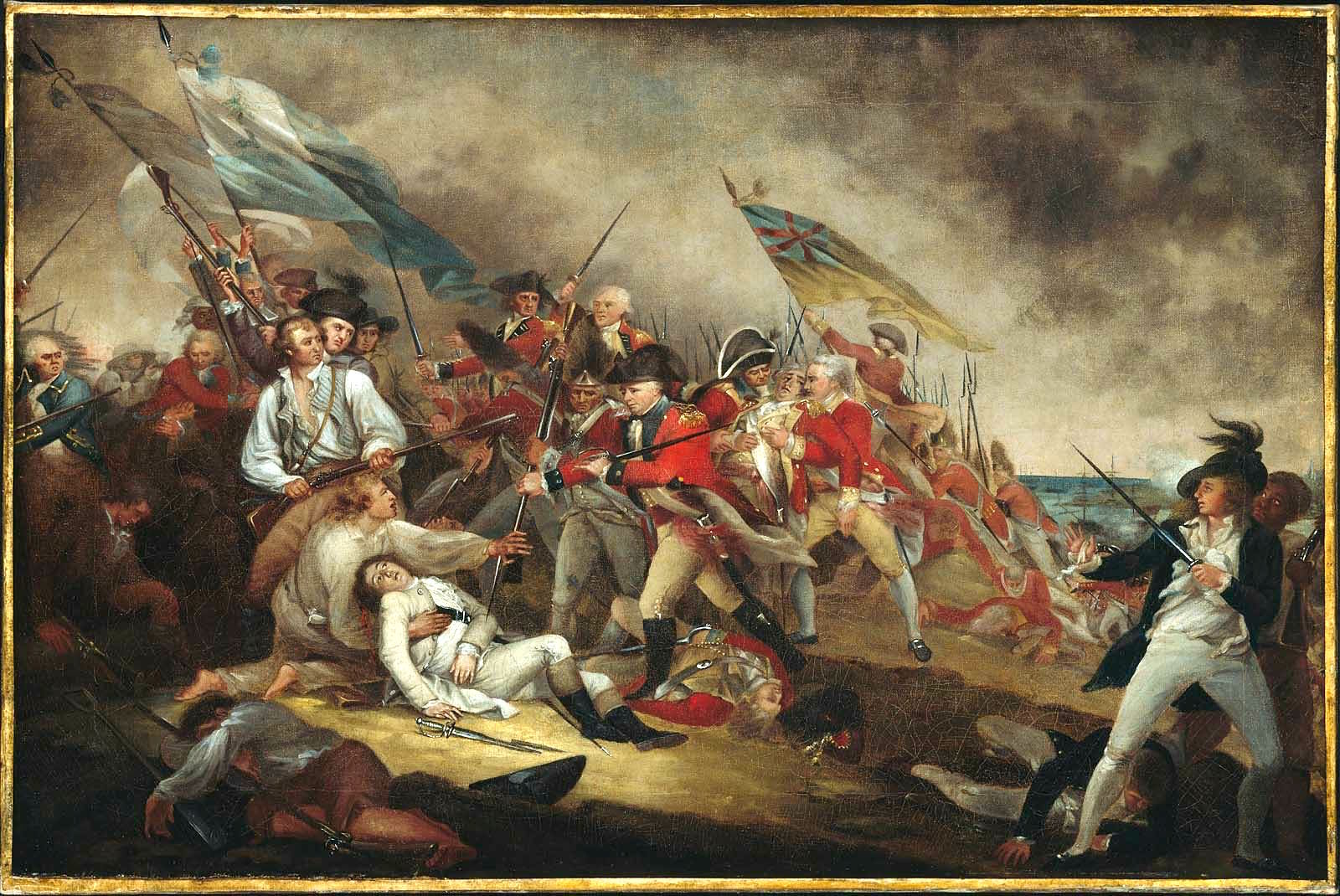
Der Tod von General Warren in der Schlacht von Bunker Hill. Gemälde von John Trumbull.

In der Schlacht von Bunker Hill kommandierte er Reservekräfte von 300 Marines. Sie landeten am Südende der Charlestown-Halbinsel. Als der erste Angriff fehlschlug, führte er sie den Hügel hinan zur amerikanischen Stellung und fiel durch einen Gewehrschuss. Sein Sohn William war ebenfalls in der Royal Navy und war dabei, als sein Vater tödlich verwundet wurde. Man brachte John Pitcairn zurück nach Boston, wo er nach wenigen Stunden an seinen Verletzungen starb. Er wurde zunächst bei der Old North Church in Boston beigesetzt, dann aber in die Kirche des Heiligen Bartholomäus des Kleineren (Church of St. Bartholomew the Less) in London, England umgebettet.
John Trumbulls berühmtes Gemälde der Schlacht von Bunker Hill zeigt seinen Tod. Es enthält jedoch einige Fehler und Anachronismen. Es ist kein Bild von Major Pitcairn überliefert. Einer seiner Söhne, David Pitcairn, stand Trumbull Modell und die abgebildete Uniform war die der Marines der 1780er Jahre. Pitcairn wird im Bunker liegend bei dessen Einnahme durch die Amerikaner dargestellt, er wurde jedoch beim Aufstieg auf den Hügel verwundet. Pitcairn ist auch in der Szenerie der Schlacht von Lexington in der Rotunde des Capitols abgebildet.
Die Pitcairninseln sind nach einem anderen Sohn, Robert Pitcairn, benannt, der als Midshipman in der Royal Navy diente. 1767, während einer Wache auf Fahrt, entdeckte er als erster die bis dato unbekannte Insel.